# Udlændinge- og Integrationsministeriet
Udlændinge- og Integrationsministeriet är ett ministerium i Danmark som ansvarar för lagstiftning inom migration- och integrationsområdet.
Ministeriet bildades 28 juni 2015 och tog då över delar från Justitsministeriet, Beskæftigelsesministeriet, Ministeriet for Børn, Ligestilling, Integration og Sociale forhold, Ministeriet for By, Bolig og Landdistrikter och Undervisningsministeriet. Ministeriet kallades ursprungligen Udlændinge-, Integrations- og Boligministeriet, men har haft sitt nuvarande namn sedan 2016 då boendefrågor överfördes till Transport- og Bygningsministeriet. 
Hjemrejsestyrelsen, Udlændingestyrelsen och Styrelsen for International Rekruttering og Integration ligger under ministeriet.